# Jacob Praetorius (el jove)
Jacob Praetorius, també anomenat Jacob Schultz, i Jacob Praetorius el Jove (der Jüngere) (8 de febrer de 1586 – † octubre de 1651), va ser un compositor i organista alemany del Barroc, un dels més importants de la tradició organística d'Alemanya del nord fins a l'arribada de J. S. Bach. Fill de Hieronymus Praetorius i net de Jacob Praetorius, també compositor, venia d'una il·lustre família d'organistes d'Hamburg no emparentada amb Michael Praetorius, un altre famós compositor contemporani.

## Biografia
Va néixer i va morir a Hamburg. El seu pare va ser el seu primer professor.
Des de 1603 va ser organista titular a l'Església de Sant Pere (Petrikirche) d'Hamburg substituint a Heinrich Thor Molen, càrrec que ocuparia fins a la seva mort l'any 1651.
Cap al 1606, viatjà a Amsterdam per estudiar amb Sweelinck, amb qui també va estudiar un altre cèlebre organista d'Hamburg, Heinrich Scheidemann. En el marc de la seva activitat d'organista, va ensenyar l'orgue i la composició. El seu alumne més cèlebre és sense cap dubte Matthias Weckmann que estudià amb ell entre 1633-1636 i que més tard seria organista de la Jakobikirche d'Hamburg. Uns altres deixebles van ser Berendt Petri i Heinrich Grimm.

## Obra
La seva obra comprèn essencialment motets, peces d'orgue i gallardes. L'estil de les seves composicions està format per una mescla d'elements tradicionals i progressistes. De les seves composicions només ens han arribat tres preludis que mostren la diversitat d'estils que dominava. L'estructura consisteix en una obertura lliure, rapsòdica, que presagia l'stylus phantasticus dels compositors alemanys.

## Altres enllaços
- Jacob Praetorius der Jüngere (Deutsches Musikarchiv)[Enllaç no actiu]

1. ↑  Enciclopèdia Espasa Volum núm. 26, pàg. 1338 (ISBN 84-239-4526-X)